# Vladimir Dimitrov
Vladimir Dimitrov o Mestre é o artista búlgaro mais famoso e preciso. A maior galeria de arte da Península Balcânica está localizada em Kyustendil e leva seu nome. 
Ele veio da região de Voskopojë, onde havia muitos pintores e pintores de ícones. A sua família foi expulsa da zona do Mosteiro de Rila pelas guerras de Ali Paxá de Tepelene, devido à revolta de Alexei Orlov no Mani (Grécia).